# Гелстон Сейдж
Гелстон Джин Сейдж (англ. Halston Jean Sage; нар. 10 травня 1993, Лос-Анджелес, Каліфорнія, США) — американська акторка кіно та телебачення, модель.

## Біографія
Народилася 10 травня 1993 року в Лос-Анджелесі в сім'ї Теми та Ленні Шрейджей. Гелстон має молодшого брата Макса (народився у 1995 році) і молодшу сестру Кейт (народилася у 1999 році). Для зйомок взяла псевдонім Хелстон Сейдж.
Її дебютом на телебаченні став серіал «Вікторія-переможниця», після чого вона з'явилася у фільмі «Вперше».
У 2012 році отримала головну роль у шоу «Як запалювати» каналу Nickelodeon. Пізніше стала відома завдяки ролям у фільмах «Сусіди. На стежці війни», «Паперові міста», а також у серіалах «Криза» та «Орвілл».

## Особисте життя
З квітня 2010 по квітень 2013 Сейдж зустрічалася з американським актором і співаком Джеймсом Маслоу.
У квітні 2014 року зустрічалася із Заком Ефроном, пізніше зустрічалася з актором Кордом Оверстрітом.
У 2017 році зустрічалася з продюсером Сет Мак-Фарлейном.
У 2018 році зустрічалася зі співаком Чарлі Путом.